# Wrzałka płaskozębna
Wrzałka płaskozębna (Systropha planidens) – gatunek błonkówki z rodziny smuklikowatych i podrodziny wigorczykowatych.
Gatunek ten został opisany w 1861 roku przez Josepha-Étienne Giraudego.
Pszczoła o ciele długości od 10 do 12,5 mm. Samice cechują się pierwszym członem biczyka czułka nieco krótszym niż dwa następne razem wzięte i wszystkimi tergitami brązowoszaro owłosionymi. Samce charakteryzują się brakiem wycięcia na tylnym brzegu siódmego tergitu, dużymi i ściętymi u szczytu zębami po bokach drugiego sternitu oraz małymi brodawkami na bokach trzeciego sternitu.
Owad o rozsiedleniu europontyjskim, znany z Hiszpanii, Francji, Niemiec, Szwajcarii, Austrii, Polski, Czech, Słowacji, Węgier, Grecji, Rosji, Krymu, Turcji, Zakaukazia i Iranu. Występuje w jednym, letnim pokoleniu. Gatunek oligolektyczny, związany z powojami. 
W 2002 umieszczony został na Czerwonej liście zwierząt ginących i zagrożonych w Polsce jako gatunek o słabo rozpoznanym statusie. W Czechach uznawany za gatunek krytycznie zagrożony, a w Niemczech za silnie zagrożony.